# Speinshart
Speinshart là một đô thị ở huyện Neustadt (Waldnaab) bang Bayern thuộc nước Đức. 